# Turdus atrogularis
El zorzal papinegro (Turdus atrogularis) es una especie de ave paseriforme de la familia Turdidae ampliamente distribuida por Asia y el este de Europa.
Anteriormente se consideró conespecífico del tordo papirrojo, pero actualmente se consideran especies separadas.

## Distribución y hábitat
Se distribuye a lo largo de los bordes de bosques de coníferas o caducifolios mixtos, a menudo en bosques de Pinus sibirica o bosque mixtos de abeto, especialmente a lo largo de los cursos de agua o en zonas pantanosas.
Su área de reproducción se extiende desde el extremo este de Europa a Siberia Occidental y el noroeste de Mongolia. El rango de invernada se extiende desde el Oriente Medio, aunque poco frecuente en la península arábiga hasta el este de Birmania. Como vagabundo se puede encontrar en Japón, Tailandia y Taiwán, así como a la mayor parte de Europa Occidental.